# Saint-Solve
Saint-Solve – miejscowość i gmina we Francji, w regionie Nowa Akwitania, w departamencie Corrèze.
Według danych na rok 1990 gminę zamieszkiwały 323 osoby, a gęstość zaludnienia wynosiła 55 osób/km² (wśród 747 gmin Limousin Saint-Solve plasuje się na 342. miejscu pod względem liczby ludności, natomiast pod względem powierzchni na miejscu 636.).
Nazwa miejscowości wywodzi się od starofrancuskiej formy imienia św. Sylwana.